# مايكل آيرونسايد
مايكل آيرونسايد هو ممثل كندي، ولد في 12 فبراير 1950 بتورونتو في كندا.

## أعمال

### أفلام
- (1986) توب غان[6][7]
- (1990) توتال ريكول[8]
- (1993) إطلاق سراح ويلي[9][10]
- (1994) ذا نيكست كاراتيه كيد[11][12]
- (1995) الرائد باين
- (1998) صحراء زرقاء
- (2000) نورمبرغ
- (2004) الميكانيكي
- (2009)  الخلاص[13][14][15]
- (2011)  الدرجة الأولى[16]

### مسلسلات
- جوال تكساس ووكر
- سلاحف النينجا
- سمولفيل
- عقول إجرامية
- فرقة العدالة
- كاسل
- كولد كيس

## وصلات خارجية
- مايكل آيرونسايد على موقع IMDb (الإنجليزية)
- مايكل آيرونسايد على موقع روتن توميتوز (الإنجليزية)
- مايكل آيرونسايد على موقع ألو سيني (الفرنسية)
- مايكل آيرونسايد على موقع ميوزك برينز (الإنجليزية)
- مايكل آيرونسايد على موقع أول موفي (الإنجليزية)
- مايكل آيرونسايد على موقع قاعدة بيانات الأفلام السويدية (السويدية)
- مايكل آيرونسايد على موقع إن إن دي بي (الإنجليزية)
- مايكل آيرونسايد على موقع قاعدة بيانات الفيلم (الإنجليزية)
- مايكل آيرونسايد على موقع كينوبويسك (الروسية)